# Parasetodes sudanensis
Parasetodes sudanensis är en nattsländeart som beskrevs av Georg Ulmer 1922. Parasetodes sudanensis ingår i släktet Parasetodes och familjen långhornssländor. Utöver nominatformen finns också underarten P. s. tanganicanus.